# Вердер, Август фон
Граф Карл Фридрих Вильгельм Леопольд Август фон Вердер (нем. Karl Friedrich Wilhelm Leopold August Graf von Werder; 12 сентября 1808 — 12 сентября 1887) — прусский генерал пехоты (1870), видный военачальник Франко-прусской войны 1870—1871 годов.

## Биография
Родился 12 сентября 1808 года в Шлосберге (Норкиттен, Восточная Пруссия).
В службу вступил в 1825 году в 1-й гвардейский полк и, в чине лейтенанта, был командирован в 1842 году на Кавказ, где участвовал в походах русских войск против горцев, был тяжело ранен и награждён орденом св. Владимира 4-й степени.
По возвращении в 1846 году в Германию Вердер был зачислен в прусский Генеральный штаб, в 1863 произведён в генерал-майоры и назначен командиром 8-й пехотной бригады, с 1864 - командир 4-й гвардейской пехотной бригады.
Во время австро-прусской войны 1866 года Вердер, командуя (с 1865) 3-й пехотной дивизией, находился в составе II армейского корпуса в армии принца Фридриха-Карла, и участвовал в боях при Гичине и Кениггреце. За отличие был награждён орденом «Pour le Mérite» (20 сентября 1866).
При объявлении в 1870 году войны Франции Вердер находился в штабе кронпринца и после сражения при Верте назначен командиром Баварско-Вюртембергского корпуса, а затем начальником войск, осаждавших Страсбург.
После капитуляции этой крепости, последовавшей 27 августа, Вердер получил в командование XIV армейский корпус, которому поручено было преградить неприятелю дорогу с юго-востока к осажденному Бельфору. Заняв Везуль, Дижон и Безансон, Вердер стал в центре формирования новой французской армии Бурбаки. Попытка Гарибальди захватить Дижон была им отбита; французский корпус генерала Кремера, намеревавшийся пробиться у Нюи к Бельфору, был также принужден отступить.
27 декабря Вердеру был пожалован орден св. Георгия 3-й степени (№ 521 по кавалерскому списку Григоровича — Степанова)
В воздаяние отличной храбрости и мужества, оказанных во время военных действий германских войск во Франции.
Когда же, наконец, на освобождение Бельфора явилась армия Бурбаки, Вердер, любивший говорить, что «останавливаться и ждать — самое плохое из всех решений», — стянул свои войска к Везулю и 9 января 1871 года неожиданно ударил во фланг Бурбаки у Виллерсекселя, но был отбит и отступил к реке Лизене.
Соединившись с пришедшими из Германии вновь сформированными II и ѴI корпусами, Вердер дал Бурбаки сражение на реке Лизене, близ Дижона, и после трёхдневного боя (15—17 января 1871 года), заставил отступить в Швейцарию, где тот сложил оружие.
По окончании войны, Вердер был утверждён в должности командира XIV армейского корпуса. В 1879 г. ему было пожаловано графское достоинство. Вскоре Вердер вышел по болезни в отставку и умер 12 сентября 1887 года в имении Грюссов в Померании.

## Награды
- Орден Чёрного орла (Пруссия)
- Орден Красного орла, большой крест (Пруссия, 22.01.1871)
- Орден «Pour le Mérite» (Пруссия, 20.09.1866)
- Дубовые ветви к ордену «Pour le Mérite» (Пруссия, 08.01.1871)
- Орден Дома Гогенцоллернов, великий командор (Пруссия, 22.09.1877)
- Большой крест Железного креста (Пруссия, 22.03.1871)
- Железный крест 1-го класса (Пруссия)
- Железный крест 2-го класса (Пруссия)
- Офицерский крест «За выслугу лет» (Пруссия)
- Орден Святого Иоанна Иерусалимского (Пруссия)
- Орден «За военные заслуги», большой крест (Королевство Бавария, 04.04.1871)
- Орден Верности (Великое герцогство Баден)
- Орден Церингенского льва, большой крест (Великое герцогство Баден, 14.10.1875)
- Орден Военных заслуг Карла Фридриха, большой крест (Великое герцогство Баден, 06.04.1871)
- Орден Вюртембергской короны, большой крест (Королевство Вюртемберг)
- Орден «За военные заслуги», большой крест (Королевство Вюртемберг, 20.01.1871)
- Орден Людвига, большой крест (Великое герцогство Гессен, 08.04.1871)
- Крест «За военные заслуги» 1-го класса (Мекленбург-Шверин, 04.12.1866)
- Орден Адольфа Нассау, командор (Герцогство Нассау, 20.01.1871)
- Шварцбургский крест Чести 1-го класса (Шварцбург-Зондерсгаузен)
- Австрийский орден Леопольда, командор (Австрия, 19.12.1863)
- Орден Святого апостола Андрея Первозванного (Россия, 30.01.1865)
- Орден Святого Георгия 3-й степени (Россия, 27.12.1870)
- Орден Святого Владимира 4-й степени (Россия)
- Орден Святого Александра Невского (Россия)
- Орден Белого орла (Россия)
- Орден Святой Анны 1-й степени (Россия)
- Орден Святого Станислава 1-й степени (Россия, 11.06.1864)
- Медаль «За покорение Западного Кавказа» (Россия, 16 сентября 1864)